# SN 2000cv
SN 2000cv – supernowa typu Ia odkryta 11 lipca 2000 roku w galaktyce PGC0039222. W momencie odkrycia miała maksymalną jasność 16,10m.